# Subenhet
En subenhet inom den molekylära biologin är en proteinmolekyl, som binder till andra proteinmolekyler för att bilda en funktionell enhet. Resultatet blir en multimer eller oligomer molekyl. Subenheterna i ett oligomert protein kan vara allt ifrån identiska, homologa till alltigenom olika och med olika uppgifter. Varje subenhet består av en polypeptidkedja, som en gen kodar för. En oligomer behöver alltså en gen per subenhet, såvida inte två eller fler av subenheterna är identiska.
Oerhört många proteiner består av flera subenheter, såsom hemoglobin, jonkanaler, receptorer, DNA-polymeras, nukleosomen och mikrotubuli.
En subenhet namnges ofta med en grekisk eller romersk bokstav, och hur många subenheter av denna typ som finns i proteinet anges med en nedsänkt siffra. Exempelvis har ATP-syntaset en typ av subenhet som heter α. Det finns tre av dessa per ATP-syntasmolekyl, som därför betecknas α3. Man kan även ha beteckningar för grupper av subenheter, såsom α3β3-hexamer.